# L'Âme de la vallée
L'Âme de la vallée est le troisième tome de la série de romans La Rivière Espérance de Christian Signol, publié en 1993.

## Résumé
À partir de 1857, le train concurrence le bateau. Benjamin vend un bateau, ses hommes partent d'eux mêmes, et ils ne restent qu'eux quatre. Ils vont à Spontour, sur le plateau, faire de l'exploitation forestière. Aubin va travailler à Périgueux. Benjamin vend son dernier bateau mais ils descendent des bois à Libourne avec les gabares de Jean, frère de Marie. Benjamin refuse de voir Aubin car il travaille aux chemins de fer. Benjamin se remet batelier mais à Libourne pour le transport du vin, et des tuiles en été. Émilien tire un mauvais numéro et part sept ans dans la marine. Marie, atteinte de phtisie, va faire une cure à Arcachon. Benjamin est envoyé à Dunkerque par la mer sur une goélette. En 1870, la République est proclamée. Mais les monarchistes gagnent les élections suivantes et Aubin est arrêté. Benjamin se réconcilie et lui procure un avocat qui réduit sa peine à quinze jours. Marie guérit et retourne à Souillac une dernière fois avec Benjamin.